# Herren von Endingen

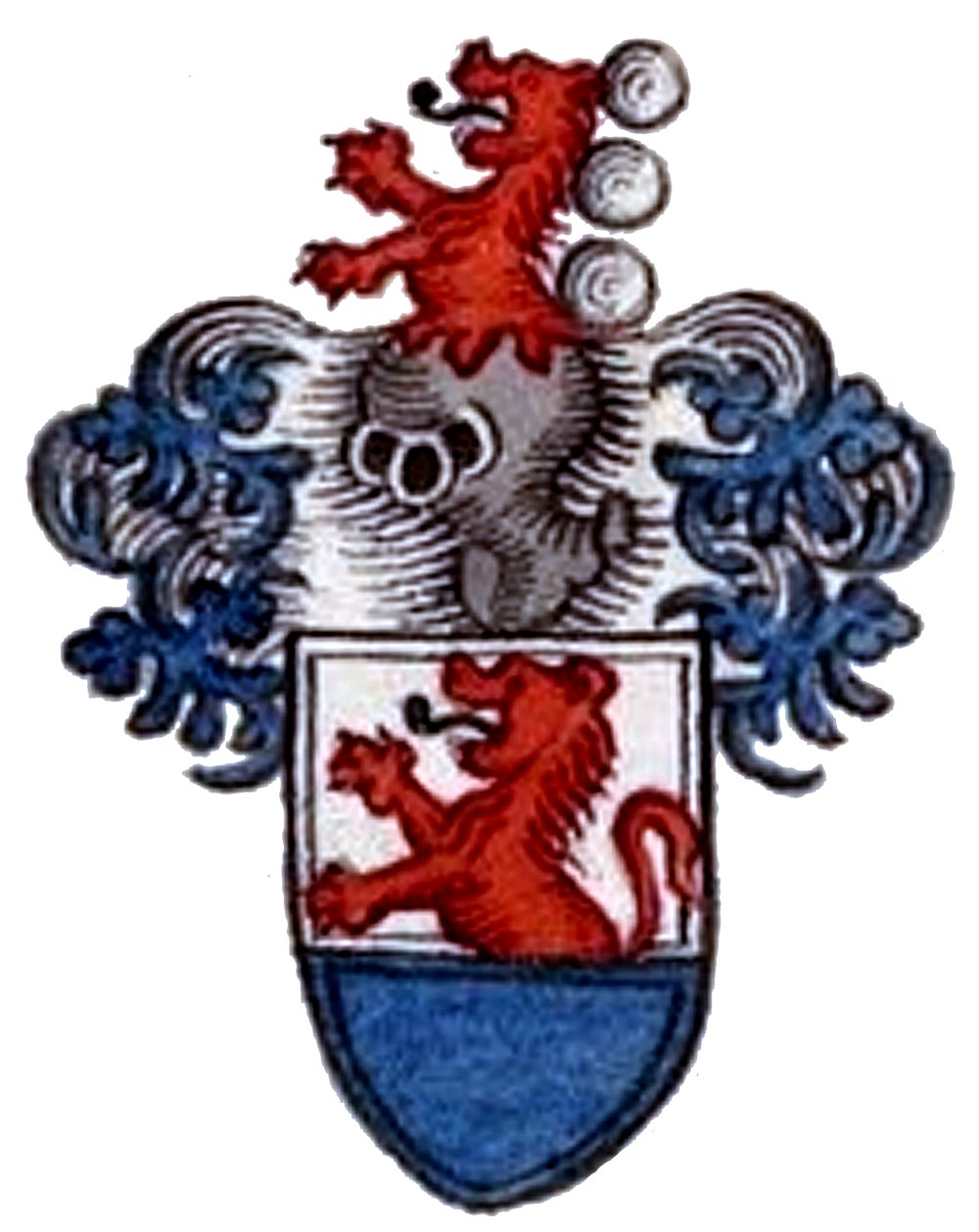
Wappen der Herren von Endingen

Die Herren von Endingen, auch als Kolman bezeichnet, waren ein Adelsgeschlecht, das sich in der ersten Hälfte des 13. Jahrhunderts bei Endingen am Kaiserstuhl niederließ.

## Geschichte

### Herkunft
Die Herren von Endingen gehen laut einer neuen Studie auf eine Nebenlinie der Herren von Zabelstein beziehungsweise der Herren von Püssensheim hervor, die wohl zu den Iringern gezählt werden dürfen. Als Stammväter der Herren von Endingen dürfen Walter und dessen Bruder Dietrich von Königheim angenommen werden. Kunigunde von Königheim, entweder eine Schwester oder Schwägerin von ihnen, war in zweiter Ehe mit dem einflussreichen Reichsschenken Conrad von Klingenberg (Schenken von Limpurg) verheiratet. Das gut vernetzte Geschlecht gehörte zu den Unterstützern der Staufer, worin auch der Grund gesehen werden darf, weshalb sich ein Zweig davon im Breisgau ansiedelte. Aus den Endingern ging das Freiburger Geschlecht Geben hervor. Zeitlich fällt dies in den Machtübergang der Zähringer zu den Grafen von Freiburg. Egli erkennt aufgrund der Wappengleichheit eine Verbindung zu den Herren von Endingen in Unterendingen, heute Kanton Aargau.

### Das Adelsgeschlecht Kolman
Fritz Geiges sowie Kindler von Knobloch vermuten eine Stammesgemeinschaft der Herren von Endingen und der Herren Koler. Geiges zieht darüber hinaus auch eine Stammesgemeinschaft mit den Herren Kolman zu Neuenburg in Betracht die Kindler von Knobloch jedoch nicht in Erwägung zieht. Dieser erkennt lediglich eine Stammesgemeinschaft der Kolmans mit den Endingen zu Neuenburg und den Herren von Tusslingen. Das Wappen der Kolman und jenes der Herren von Tusslingen zeigt ein sechsspeichiges Rad im gerandeten Schild, als Helmzier ein Vogelstraußkopf mit Hufeisen im Mund und deutet auf keine Gemeinschaft mit dem Wappen der Herren von Endingen hin. Dass beide Familien unterschiedliche Wappen hatten darf aber nicht als Grund genannt werden eine Stammesgemeinschaft auszuschließen, wie sich dies anhand der Wappen der Herren von Klingen, deutlich veranschaulichen lässt. Aus dem Geschlecht der Kolman geht auch das Freiburger Geschlecht Geben hervor.

### Niederlassung im Breisgau
Urkundlich tritt im Jahre 1219 zunächst Dietrich von Königheim in einer Strassburger Urkunde unter anderem mit Rudolf von Lichtenberg in Erscheinung. Kurze Zeit darauf, im Jahre 1223, wird dieser gemeinsam mit seinem Bruder bei Endingen aktiv. Dabei tauschte das Stift Andlau und deren Äbtissin Hedwig mit dem Kloster Tennenbach Güter in Endingen, welche diese dann wiederum mit Dietrich von Königheim und dessen Bruder Kolman (Walter von Endingen ["der Ältere"]) gegen ein Gut zu Bottingen tauschte. Auch hierbei half wohl das gute Netzwerk der Familie. Kolman war der Onkel der Andlauer Äbtissin Hedwig. Ihre Stammburg, die Koliburg, errichteten sie vermutlich um diese Zeit. Sie lag auf dem „Kohlenberg“ genannten Ausläufer des Katharinenberges 2300 Meter südwestlich oberhalb der Stadt Endingen am Kaiserstuhl. Den Namen für ihre Stammburg brachten sie vermutlich aus ihrer alten Heimat mit. Auch dort wurde das Geschlecht als Burgherren der Collenburg genannt. Im Ort Endingen begleiteten sie zeitweise das Amt des Schultheissen, lagen damit jedoch in Konkurrenz mit den Herren von Üsenberg. Um 1300 erwarben die Ritter Heinrich und Wilhelm von Endingen, die sich allgemein jedoch Kolman nannten, die Wilde Schneeburg, von den Schnewlins und bauten diese weiter aus. Durch die Heirat von Walter von Endingen, genannt Colarius (Koler) mit der Witwe des Weißweil bekam er auch eine gewisse Verfügungsgewalt über deren Besitztümer, wie dies aus dem Verkauf einer Hofreite zu Kenzingen der Brüder Hermann und Johann von Weisweil an das Kloster Wonnental 1242 hervorgeht, die Walter in ihrem Namen siegelte. Die Herren von Weisweil hatten ihren Sitz nördlich von Endingen auf Burg Weisweil.

### Der Kaiserstühler Krieg
Höhepunkt des Konflikts zwischen den Üsenbergern und den Herren von Endingen bildete der Kaiserstühler Krieg. Hintergrund dieser Fehde war ein Streit zwischen den Herren von Falkenstein und den Herren von Üsenberg betreffend der Ortschaft Bickensohl. Dieser wurde von einem Schiedsgericht zwar zu Gunsten der mit den Herren von Endingen verwandten Falkensteiner entschieden, das Urteil jedoch von den Üsenbergern nicht angenommen. Im Juli 1321 sicherte nun Graf Konrad von Freiburg den Falkensteinern, Johann von Endingen und all seinen Helfern und den Leuten zu Achkarren zu, sie und ihre Leute zu Bickensohl bei diesem Konflikt schadlos zu halten. Als sich die Herren von Endingen zuletzt auf die Seite ihrer Verwandten stellten, entlud sich der Üsenberger Hass gegen sie. Dabei stürmten im Herbst 1321 die Üsenberger und die mit ihnen verbündeten Endinger Bürger die Koliburg und zerstörten sie. Wahrscheinlich bei dieser Gelegenheit wurden drei Brüder der Koler von Endingen, Thoman, Johann und Walter erschlagen. Nun erklärte auch Graf Konrad von Freiburg gemeinsam mit der Bürgerschaft von Freiburg den Üsenbergern den Krieg, der nur durch Vermittlung Herzog Leopolds von Oesterreich und Bischof Johann von Strassburg geschlichtet werden konnte. Die Üsenberger wurden zu Entschädigungszahlungen in Höhe von 1200 Mark Silber und Gebietsabtretungen verpflichtet. Gebhard von Üsenberg wurde verbannt und kehrte nicht wieder zurück. 1327 verkaufte Schultheiss Dietrich von Endingen seinen Hof in der Stadt an Johann Schnewlin Grünling von Freiburg.

### Wegzug in das Elsass
Nachdem die Wilde Schneeburg 1314 durch die Freiburger Bürger und die Koliburg im Kaiserstühler Krieg zerstört worden waren und dabei viele Familienmitglieder den Tod fanden, wanderte ein Teil der Familie 1333 nach Straßburg aus. Dort bewohnten sie von 1347 bis 1580 das stattliche Haus „Zum Drachen“ an der Ill. Darin beherbergten sie 1418 Kaiser Maximilian. Auf ihr Lehen zu Endingen verzichteten sie offenbar. Das Stift Waldkirch übertrug diese Lehen dann zwischen 1419 und 1494 auf die Stadt Endingen. Auf die Ansprüche aus dem Schultheissenamt zu Endingen hingegen verzichteten sie nicht. Ritter Thomann von Endingen, Bürger von Strassburg, der Sohn des letzten Schultheissen, verklagte zuletzt die Bürger der Stadt Endingen im Jahr 1408 vor dem kaiserlichen Hofgericht zu Rottweil. Recht bekam er jedoch nicht und somit endete der Streit. Weder die Koliburg noch die Wilde Schneeburg wurden danach wieder aufgebaut. Andere Linien wie jene der Geben verblieben als Ratsfähiges Geschlecht zunächst noch im Freiburger Raum. Hans von Endingen erhielt 1397 die Burg Neukrenkingen von Graf Rudolf von Sulz der mit Ursula der Erbtochter der Grafen von Habsburg-Laufenburg verheiratet war, samt Vogtrecht zu Lehen. Deren gemeinsamer Sohn Graf Rudolf IV. von Sulz heiratete später Margaretha von Limpurg-Gaildorf, Tochter des Conrad IV. von Limpurg-Gaildorf (* 1395) und ⚭ (20. September 1439) Clara von Montfort, womit sich der Verwandtschaftskreis zu den Schenken von Limpurg schließt. Das Lehen der Burg Neukrenkingen wurde 1412 durch Herzog Friedrich von Oesterreich an Friedrich von Endingen übertragen, der es 1429 an Rugger in Thurn verkaufte.

### Wappen
Das Wappen ist von Weiß über Blau geteilt, im oberen Feld ein wachsender rechts gewendeter, roter Löwe; als Helmzier diente die Schildfigur. Das Wappen ist so auch auf einem Siegel des „Waltero milite, dicto Colario“ mit der Umschrift „* SIGILLVM . KOLARII . E. ERC .“ aus dem Jahr 1242 zu erkennen.